# Тагалоа, Тимо
Тимо Дэнни Лоуренс Тагалоа (англ. Timo Danny Lawrence Tagaloa, родился 17 октября 1964 года в Окленде) — новозеландский и самоанский регбист, выступавший на позиции винга; также известен как игрок в американский футбол.

## Биография

### Начало карьеры в регби
Карьеру регбиста Тагалоа начал в Окленде, выступая за любительский клуб «Уаитемата» и за команду провинции Окленд (основной и резервный составы). В 1983 году провёл несколько игр за молодёжную сборную Новой Зеландии.

### Колледж-футбол
В 1985 году Тимо Тагалоа переехал в США и поступил в Университет штата Юта, выступал за команду университета в чемпионате колледжей по американскому футболу. Тренер команды Крис Пелла называл Тагаола одним из ведущих 15-20 защитников американского колледж-футбола. С 1985 по 1989 годы Тагалоа провёл 44 игры, набрав 30 очков благодаря 5 тачдаунам, но от карьеры профессионального игрока НФЛ отказался.

### Возвращение в регби
В 1990 году Тагалоа вернулся в регби, продолжив карьеру в составе команды провинции Веллингтон и играя за любительский клуб «Марист Сент-Пэтс». Выступал в провинции Норт-Харбор за «Норт-Шор» и за команду провинции. В сезоне 1990—1991 привлекался в сборную Самоа, в составе которой за 37 матчей (тестовых и нетестовых) набрал 220 очков. Числился в составе сборной, вышедшей в четвертьфинал чемпионата мира 1991 года: на самом турнире занёс две попытки в ворота Аргентины. В 1992 году провёл несколько игр за новозеландскую сборную, также выступал за команду по регби-7.
По собственному утверждению, из-за невозможности попасть в сборную Новой Зеландии Тагалоа некоторое время был на грани суицида, но вовремя остановился. В настоящее время работает в ассоциации «Спортсмены в действии» (англ. Athletes in Action), которая занимается активно психологической реабилитацией спортсменов, оказавшихся в трудной ситуации.